# À la conquête du pôle
À la conquête du pôle is een Franse stomme film uit 1912. De film werd geregisseerd door Georges Méliès.
De film is gebaseerd op het boek Les aventures du capitaine Hatteras (Nederlands: Reizen en lotgevallen van kapitein Hatteras) van Jules Verne. Professor Maboul (Georges Méliès) en zes andere wetenschappers vertrekken op een expeditie naar de Noordpool met een luchtballon. Op hun avonturen worden ze geconfronteerd met een gigantische sneeuwman die hen tracht te verslinden. Nadat ze de sneeuwman verslagen hebben, komen de wetenschappers vast te zitten op de magnetische naald op het middelpunt van de pool en worden ze op het nippertje vanuit de lucht gered.
Dit was de laatste succesvolle film van Méliès voordat hij failliet ging.